# Mangora tschekiangensis
Mangora tschekiangensis är en spindelart som beskrevs av Schenkel 1963. Mangora tschekiangensis ingår i släktet Mangora och familjen hjulspindlar. Inga underarter finns listade i Catalogue of Life.